# Afghanistan ai Giochi della XXXII Olimpiade
L'Afghanistan ha partecipato ai Giochi della XXXII Olimpiade, che si sono svolti a Tokyo, Giappone, dal 23 luglio all'8 agosto 2021 (inizialmente previsti dal 24 luglio al 9 agosto 2020 ma posticipati per la pandemia di COVID-19) con una delegazione di cinque atleti impegnati in quattro discipline.
Malgrado il cambiamento di regime in corso con la presa di Kabul, la bandiera che sfila, forse per l’ultima volta, resta quella del Comitato Olimpico Nazionale della Repubblica Islamica dell'Afghanistan e non quella bianconera dei talebani (ossia dell'Emirato Islamico dell'Afghanistan) che non è riconosciuta dal CIO.

## Delegazione
| Sport            | Uomini | Donne | Totale |
| ---------------- | ------ | ----- | ------ |
| Atletica leggera | 1      | 1     | 2      |
| Nuoto            | 1      | -     | 1      |
| Taekwondo        | 1      | -     | 1      |
| Tiro             | 1      | -     | 1      |
| Totale           | 4      | 1     | 5      |

## Risultati

### Atletica leggera
| Q | Qualificato al turno successivo per la posizione in qualificazione                                                           |
| q | Qualificato per il turno successivo per ripescaggio o, negli eventi su campo, conquistando la misura minima per qualificarsi |

Maschile
Eventi su pista e strada
| Atleta                | Evento      | Qualificazioni | Qualificazioni | Batteria        | Batteria        | Semifinale      | Semifinale      | Finale          | Finale          |
| Atleta                | Evento      | Risultato      | Posizione      | Risultato       | Posizione       | Risultato       | Posizione       | Risultato       | Posizione       |
| --------------------- | ----------- | -------------- | -------------- | --------------- | --------------- | --------------- | --------------- | --------------- | --------------- |
| Sha Mahmood Noor Zahi | 100 m piani | 11.04          | 19º            | non qualificato | non qualificato | non qualificato | non qualificato | non qualificato | non qualificato |

Femminile
Eventi su pista e strada
| Atleta        | Evento      | Qualificazioni | Qualificazioni | Batteria        | Batteria        | Semifinale      | Semifinale      | Finale          | Finale          |
| Atleta        | Evento      | Risultato      | Posizione      | Risultato       | Posizione       | Risultato       | Posizione       | Risultato       | Posizione       |
| ------------- | ----------- | -------------- | -------------- | --------------- | --------------- | --------------- | --------------- | --------------- | --------------- |
| Kamia Yousufi | 100 m piani | 13.29          | 23°            | non qualificata | non qualificata | non qualificata | non qualificata | non qualificata | non qualificata |

### Nuoto
| Atleta       | Evento                     | Batterie | Batterie  | Semifinali      | Semifinali      | Finale          | Finale          |
| Atleta       | Evento                     | Tempo    | Posizione | Tempo           | Posizione       | Tempo           | Posizione       |
| ------------ | -------------------------- | -------- | --------- | --------------- | --------------- | --------------- | --------------- |
| Fahim Anwari | 50 m stile libero maschili | 27.67    | 69º       | non qualificato | non qualificato | non qualificato | non qualificato |

### Taekwondo
| Atleta          | Evento         | Ottavi                    | Quarti               | Semifinali           | Ripescaggio          | Finale               | Pos.            |
| Atleta          | Evento         | Avversario Punteggio      | Avversario Punteggio | Avversario Punteggio | Avversario Punteggio | Avversario Punteggio | Pos.            |
| --------------- | -------------- | ------------------------- | -------------------- | -------------------- | -------------------- | -------------------- | --------------- |
| Farzad Mansouri | +80kg maschile | I. Kyo-don (KOR) P(12-13) | non qualificato      | non qualificato      | non qualificato      | non qualificato      | non qualificato |

### Tiro a segno/volo
| Atleta       | Evento                                 | Qualificazione | Qualificazione | Finale          | Finale          |
| Atleta       | Evento                                 | Punteggio      | Classifica     | Punteggio       | Classifica      |
| ------------ | -------------------------------------- | -------------- | -------------- | --------------- | --------------- |
| Mahdi Yovari | Carabina 10 me aria compressa maschile | 601.4          | 47             | non qualificato | non qualificato |